# Wilczomlecz włosisty
Wilczomlecz włosisty (Euphorbia villosa Waldst. & Kit. ex Willd.) – gatunek rośliny należący do rodziny wilczomleczowatych. Według nowszych ujęć taksonomicznych synonim Euphorbia illirica Lam.

## Rozmieszczenie geograficzne
Występuje w Europie i Algierii. W Polsce jest gatunkiem rzadkim; rośnie głównie w południowej części nizin.

## Morfologia
ŁodygaGęsto ulistniona, miękko owłosiona, do 80 cm wysokości.
LiścieJajowatolancetowate, zwężające się z obu stron, spodem owłosione, szerokości ok. 1 cm.
KwiatyZebrane w 5–7-ramienną wierzchotkę. Górne podsadki eliptyczne, tępe. Miodniki poprzecznie jajowate.
OwocGładki, nagi.

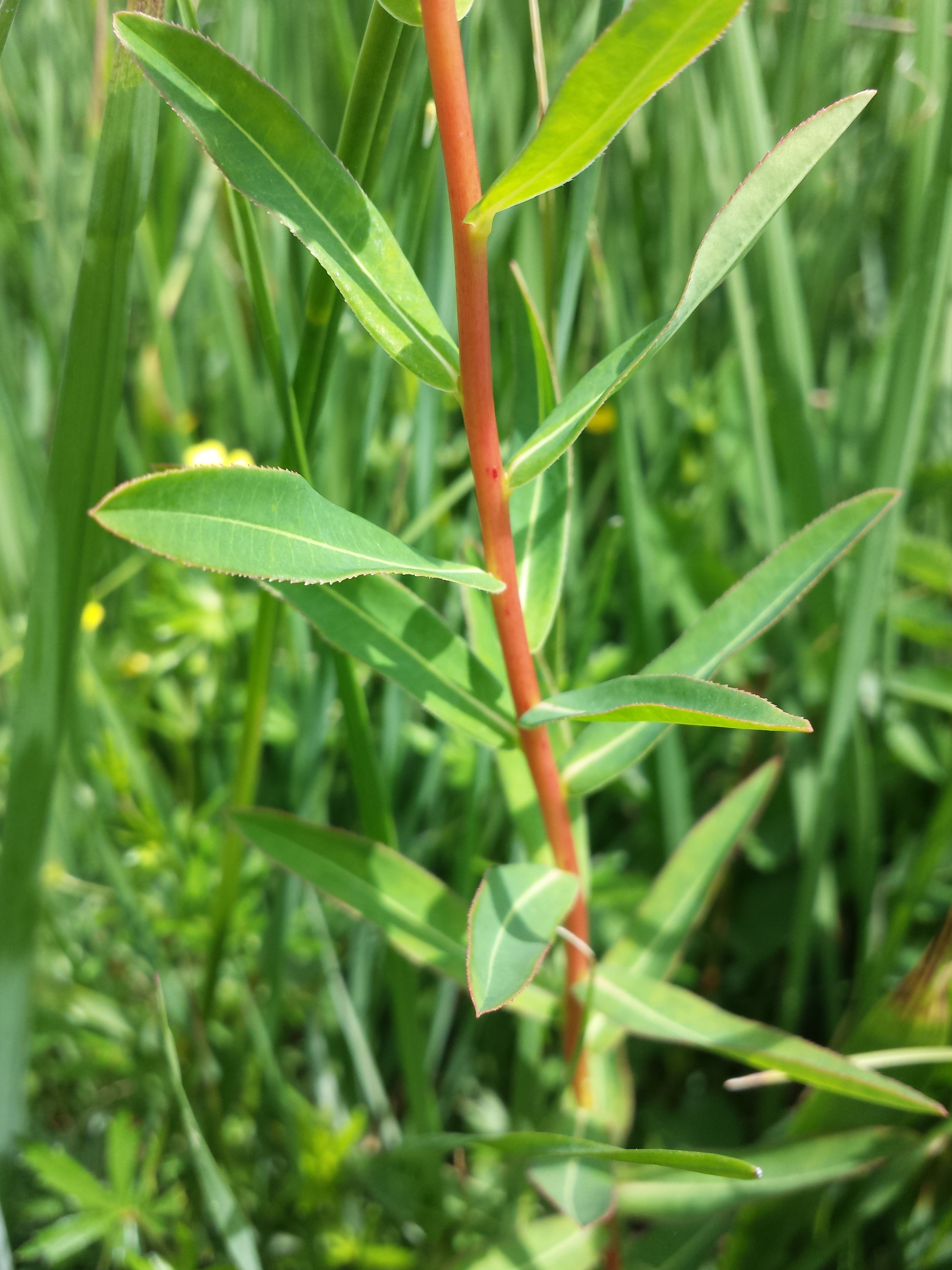
Liście
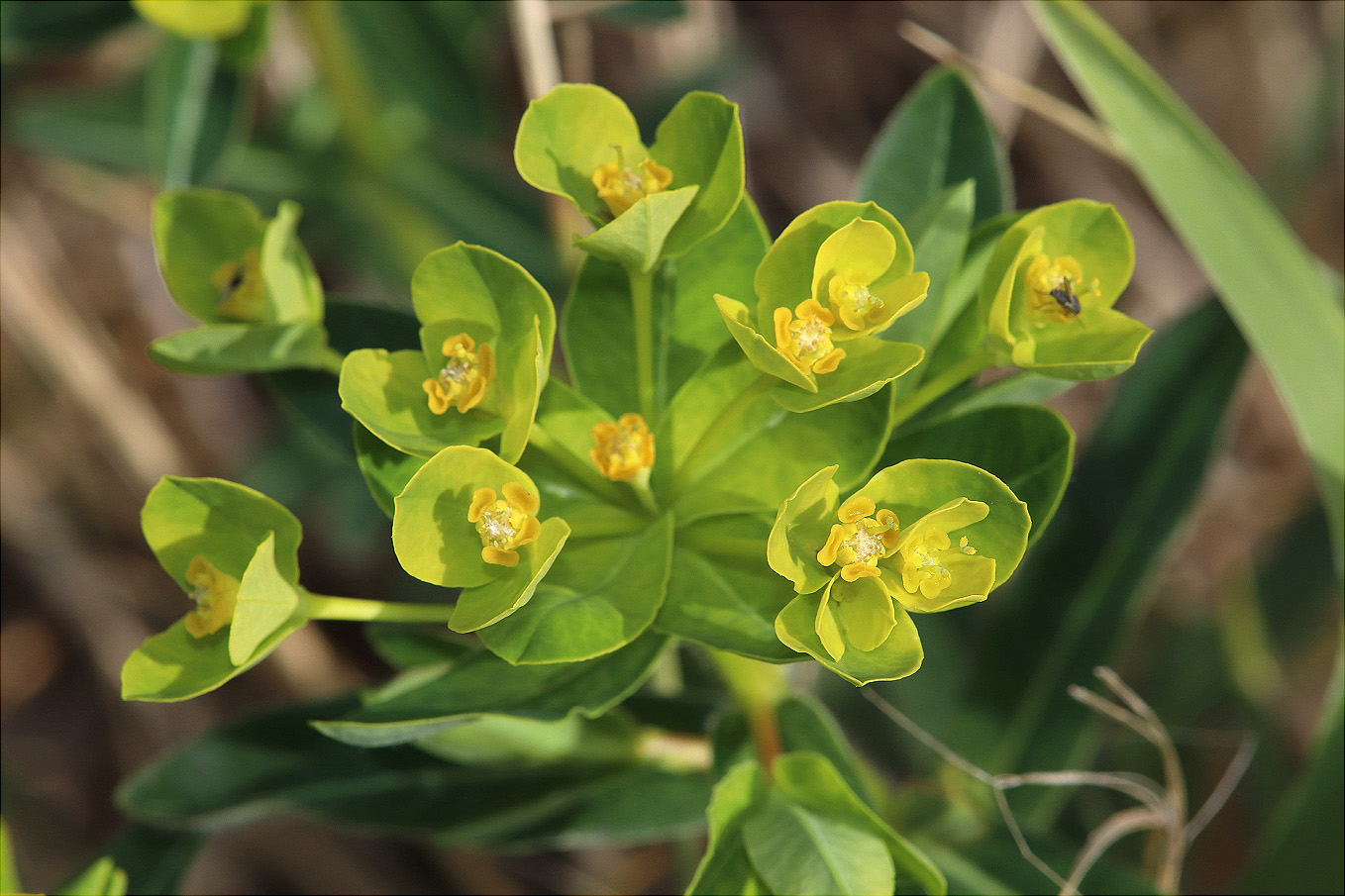
Kwiaty
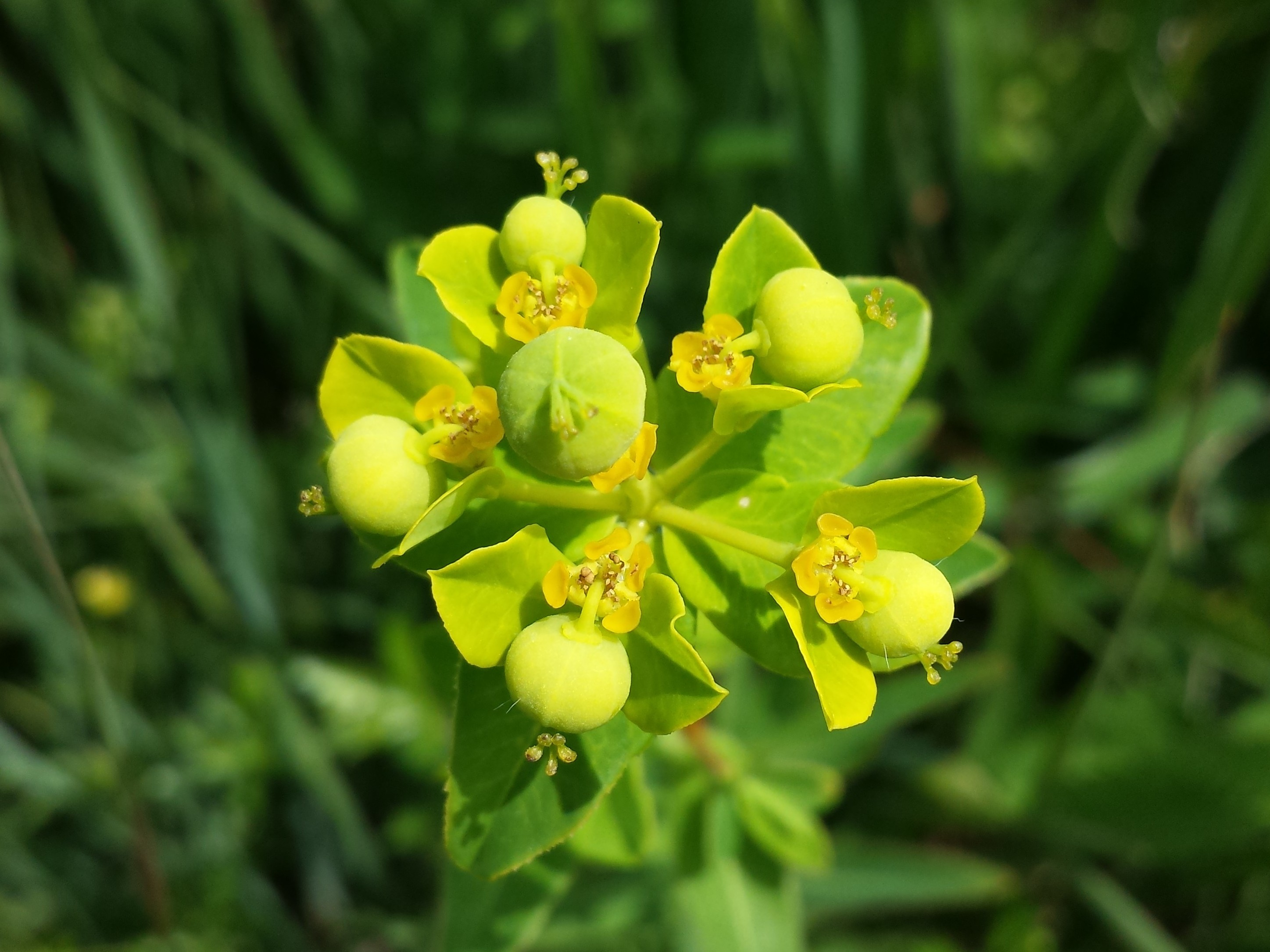
Owoce

## Biologia i ekologia
Bylina, hemikryptofit. Rośnie na mokrych łąkach. Kwitnie w czerwcu i lipcu.

## Zagrożenia
Roślina umieszczona na Czerwonej liście roślin i grzybów Polski (2006) w grupie gatunków narażonych na wyginięcie (kategoria zagrożenia V). W wydaniu z 2016 roku otrzymała kategorię EN (zagrożony).